# Wim de Deyne
Wim de Deyne est un patineur de vitesse sur piste courte belge.

## Biographie
Il participe aux épreuves de patinage de vitesse sur piste courte aux Jeux olympiques de 2002 et y arrive 7e du 500 mètres. Il participe ensuite aux épreuves de 2006, où il prend la 8e place de la même distance.
Il remporte la médaille d'or sur 1 000 mètres aux Championnats d'Europe de patinage de vitesse sur piste courte 2009.
En 2009, il se fracture la jambe en tombant pendant une manche de Coupe du monde et prend sa retraite sportive.